# CSV Apeldoorn
O Christelijke Sportvereniging Apeldoorn é um clube holandês de futebol da cidade de Apeldoorn, fundado em 1946. O clube disputa a Hoofdklasse.

## campeões
primeira classe: 2002, 2009, 2022, 2024

segunda classe: 1997

terceira classe: 1993

quarta classe  : 1952, 1971, 1979